# 피터 보너즈

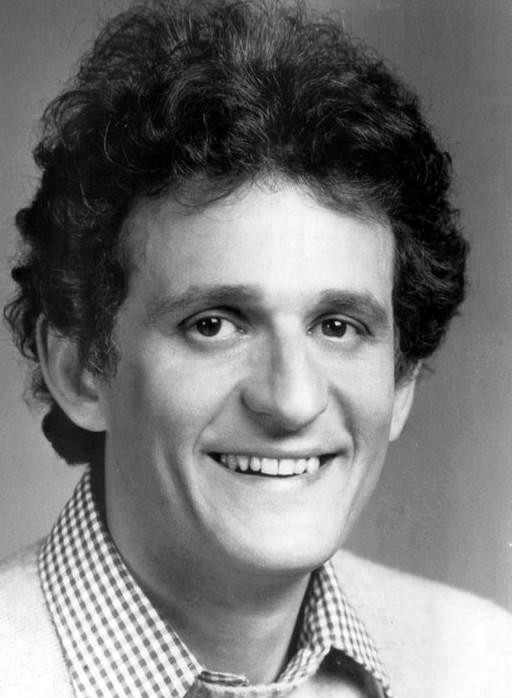

피터 보너즈(Peter Bonerz, 1938년 8월 6일 ~ )는 미국의 영화 감독, 배우, 텔레비전 배우, 각본가, 텔레비전 감독이다.
포츠머스에서 태어났다.

## 출연 작품
- 마이 대드 세즈 (2010-11, $h*! My Dad Says)
- 맨 온 더 문 (1999년) - 에드 웨인버거 역
- 저스트 슛 미 (1997년)
- 프렌즈 (1994년)
- 아빠 뭐하세요 (1991년)
- 윙스 (1990년)
- 폴리스 아카데미 6 (1989년)
- 머피 브라운 (1988년)
- 외계인 알프 (1986년)
- 노바디 퍼펙트 (1981년)
- 제니퍼 온 마이 마인드 (1971년)
- 캐치 22 (1970년)
- 미디엄 쿨 (1969년)